# Kūaotunu
Kūaotunu ist eine Siedlung an der Küste der Coromandel Peninsula an der Mündung des Kuaotunu River auf der Nordinsel von Neuseeland.

## Name
Der Name leitet sich von der Sprache der Maori ab: ‚Angst in jungen Tieren erregen‘ oder ‚gegrillte Jungtiere‘ bezieht sich wohl auf die guten Jagd- und Fischgründe der Gegend.

## Tourismus
Kūaotunu liegt am Coromandel Tourist Circuit und ist ein beliebtes Ziel für Sommerurlauber. Es bietet einen der nördlichsten Strände der Coromandel-Halbinsel und ist bei Campern und Badeurlaubern beliebt.

## Bergbau
Die Goldminen und deren Stampfwerke, die Ende des 19. Jahrhunderts dort errichtet wurden, hatten hoffnungsvolle Namen wie Try Fluke, Carbine, Mariposa, John Bull, Great Mercury, Red Mercury, Irene, Waiawa, Otama und Kapai-Vermont.
Die Try Fluke Mine war Ende des 19. Jahrhunderts eine ergiebige Goldmine in Kūaotunu. Ihr Name geht auf einen Goldfund von 1889 zurück, als Goldsucher den Maori Charles Kawhine, der allgemein Coffin genannt wurde, fragten, was er mache, antwortete dieser angeblich “Oh, try fluke – Oh, strebe Zufallstreffer an.” Das wurde zumindest anstelle von “tryin’ luck – versuch’ mein Glück” verstanden, und der Name hat sich für die dort angelegte Goldmine etabliert.
Das an einem Berghang gelegene Goldbergwerk bestand aus mehreren horizontalen Stollen und vertikalen Schächten. Einige davon können noch immer befahren werden. Einer führt 50 m in den Berg und endet an einem verfüllten Schacht. Vor dem Schacht gibt es einen eingeebneten Bereich, auf dem die Grubenbahn verlief. Mehr als 2.760 Unzen Gold wurden bis Januar 1893 gewonnen, nachdem das Cassel-Zyanid-Trennverfahren eingeführt worden war, durch das der Anteil des aus dem gerösteten und zerstampften Quarz gewonnenen Goldes von 55 % auf 95 % gesteigert wurde. Offizielle Produktionsdaten der Thames Mines sprechen von einem Ergebnis von 2.327.619 Unzen Bullion mit einem Wert von 845 Mio. NZ$.

## Holzwirtschaft

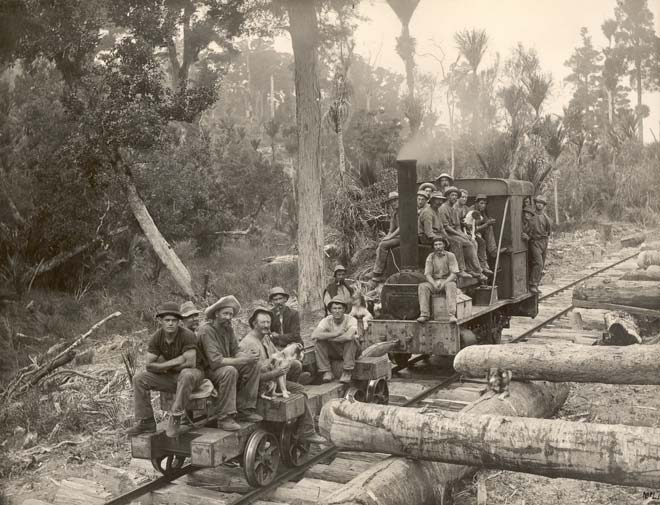
Buschmänner fahren auf einer dampfbetriebenen Waldeisenbahn in das Rodungsgebiet bei Kūaotunu

Die Holzwirtschaft spielte nur eine sekundäre Rolle, aber die Minen benötigten viel Kauri-Holz sowohl für Stützen und Gebäude als auch zum Heizen der Quarz-Öfen. Ortsansässige Holzfäller betrieben daher eine Schmalspur-Waldbahn mit einer kleinen Dampflok.
Die Lokomotive mit einer Spurweite von wahrscheinlich 2 Fuß 6 Zoll (762 mm) wurde von Manning, Wardle & Co in Hunslet, England mit der Werksnummer 859 aus dem Jahr 1883 hergestellt und nach Neuseeland exportiert. Da die 6 km lange Strecke flach war und keine oder nur wenige Abstellgleise hatte, wurden die leeren Drehgestelle normalerweise in den Busch geschoben und nach dem Beladen mit Baumstämmen zurückgezogen. Dieses Verfahren reduzierte die Gefahr von Entgleisungen der beladenen Langholzloren, da das Ziehen weniger Entgleisungen verursachte als das Schieben.
Der Kūaotunu-Busch enthielt ca. 14.000 Festmeter (6 Mio. super feet) Schnittholz. E.H. Irving arbeitete von 1907 bis 1909 als Auftragnehmer der Kauri Timber Company (KTC). Er und seine Buschmänner fällten und transportierten die Stämme zur Mündung des Whangapoua Harbour, wo sie abgeladen, zu Flößen verarbeitet und mit einem leistungsstarken Dampfschiff zu einem KTC-Sägewerk geschleppt wurden.